# Jim Davis
Jim Davis, właśc. James Robert Davis (ur. 28 lipca 1945 w Marion w stanie Indiana) – amerykański rysownik, twórca Garfielda.
Garfield, stworzony w 1978 roku, pozostaje jedną z najbardziej znanych postaci komiksowych. Pierwsza seria komiksowa rysownika nazywała się „Gnorm Gnat” i opowiadała o owadach. W latach 1986–1989 Davis tworzył serię komiksową „Farma Orsona” poświęconą zwierzętom gospodarskim.

## Życiorys
Urodził się w rodzinie hodowców krów z Fairmount, jego rodzicami byli James i Betty. W młodości chorował na ataki astmy, a spędzając czas w domu, poświęcał go na naukę rysowania. 
Uczęszczał do Fairmount High School, później studiował w Ball State University w Muncie. Od 1969 roku pracował w lokalnej agencji reklamowej, po dwóch latach został asystentem rysownika Toma Ryana. Następnie stworzył własną serię komiksową, zatytułowaną „Gnorm Gnat”.
19 czerwca 1978 roku jego kolejna seria komiksowa – Garfield, zadebiutowała w 41 amerykańskich czasopismach. Jest założycielem Professor Garfield Foundation, działającej na rzecz alfabetyzacji dzieci. Od 2016 roku jest nauczycielem akademickim w Ball State University.
Jest laureatem czterech nagród Emmy.
Mieszka w Albany. Żonaty z Carolyn, mają syna Jamesa Alexandra (ur. 1979).